# 정령환상기

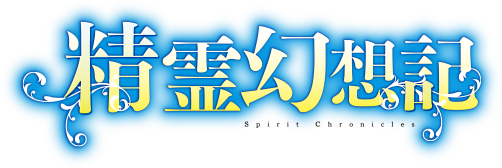

《정령환상기》(일본어: 精霊幻想記)는 키타야마 유리(작가), Riv(일러스트)가 원작한 일본의 소설 작품이다. 〈소설가가 되자〉에서 2014년 2월 12일부터 2020년 10월 20일까지 연재되었으며, 단행본은 2022년 8월 기준으로 22권까지 나왔다.

## 줄거리
슬럼가에서 사는 고아 소년 리오. 그는 어느날 갑자기 전생의 기억을 떠올리게 되고, 그와 동시에 자신이 강대한 마력을 가지고 있음을 깨닫게 된다. 리오는 그 힘을 이용해 유괴된 왕녀를 구하게 되고, 그 덕분에 귀족 아이들이 모인 명문학원에 특별 입학하게 되는데?!
귀족들의 차별과 멸시를 견뎌내고 어머니를 죽인 루시우스를 죽여라!
전생의 기억을 되찾은 소년의 새로운 인생이 지금 시작된다!!